# Тарик ибн Зияд
Тарик ибн Зияд (на арабски طارق بن زياد‎; на английски Tariq ibn Ziyad) (670? – 719 или 720) е арабски пълководец от берберски произход, чието име се свързва с мюсюлманското завладяване на Пиренейския полуостров в 711 – 714 г. С неговото дело започва и Реконкистата.

## Личността на Тарик
За личността на Тарик учените не знаят почти нищо поради липсата на достоверни исторически извори. До 711 г. той е неизвестен местен аристократ, но явно популярен сред войниците, защото назначаването му от Муса ибн Нусаир за управител на пристанищния марокански град Танжер е посрещнато с ентусиазъм. Няма информация нито за мястото и годината, в която се е родил, нито за семейството му. Не е съвсем сигурно също, че е с берберски произход. Името му (Тарик) означава „утринна звезда“, докато втората част (Зияд) се превежда като „Завоевател“. Остава отворен въпросът дали това име идва като бащино или му е дадено заради успехите в завоюването на Испания.

## Завоюване на Испания
Муса ибн Нусаир е арабският генерал, който покорява Мароко и достига до Гибралтарския проток. Той действа от името на халиф Ал Уалид І от Омаядската династия. По това време в Испания се намира Вестготското кралство, но то се раздира от гражданска война. Синовете на крал Витица, свален и убит, се обръщат към мюсюлманите за подкрепа срещу новия крал Родерих. Тарик с готовност се съгласява, но с ясното намерение да завоюва полуострова за своите господари. Мнозина историци считат това за съвсем естествен стремеж, защото испанските брегове се виждат дори с просто око от Танжер. През май 711 г. той се прехвърля през протока с 6000 – 7000 войници (бербери, сирийци, йеменци и др.) и се установява на гибралтарската скала – „... на върха на планина, наречена после на неговото име“, както пише хронистът Ал Макари. Впоследствие тя е наречена Джабал Тарик (планината на Тарик) – име, което с времето преминава в Гибралтар.

Оттам Тарик разширява властта си в южна Испания и през юли разгромява армията на крал Родерих в първата битка при река Гуадалете. Самият крал загива, а със силата на вестготската армия е свършено. Писателят от ІХ в. Абд ел-Хакем в произведението „История на завоюването на Испания“ описва битката така:
"Когато Тарик слезе на сушата, войници от Кордоба дойдоха да го пресрещнат... Като видяха малкия брой на войниците му, те го нападнаха... Битката с Тарик беше жестока. [Испанските войници] бяха заобиколени... Когато крал Родерих чу за това, той дойде да им помогне... [Мюсюлманските и християнските войници] се биха сурово, но Бог, Могъщият и Великият, уби Родерих и хората му."
Смъртта на крал Родерих сломява вестготската съпротива. Пренебрегвайки заповедите на Муса ибн Нусаир да изчака със следващите походи, Тарик бързо завзема Кордоба, Малага и дори столицата Толедо. Към този момент той още се представя като защитник на рода на Витица и именно синовете на сваления крал отварят портите на Толедо. Нашествениците получават енергична помощ и от евреите, които вестготите дотогава дискриминират. На следната година Муса ибн Нусаир прехвърля в Испания нови 18 000 души. Първоначалното му намерение да накаже Тарик за неподчинението отстъпва пред разума и двамата продължават завоеванията – Севиля, а след това дори Сарагоса и Навара в северната част на страната. Тарик обаче не успява да се прехвърли през Пиренеите и да развие действията си в Галия.

## Последни години
Между Тарик и Муса възникват противоречия за управлението на покорената страна. Привържениците на Витица все още се надяват, че мюсюлманите ще се оттеглят и ще ги оставят да управляват Испания като техни васали. Към 714 г. тази илюзия се изпарява. В същото време Омаядският халиф изразява подозрения, че Муса и Тарик планират да откъснат Испания от властта му. През същата 714 г. той извиква двамата в столицата си Дамаск, където те прекарват остатъка от живота си. С това сведенията за Тарик ибн Зияд приключват. Предполага се, че е починал пет-шест години по-късно.